# Крунуберг

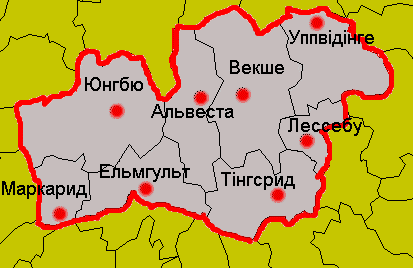
Комуни лену Крунуберг

Крунуберг (швед. Kronobergs län) — лен у південній частині Швеції у провінції Смоланд. Центр — місто Векше. Лен розташований на однаковій відстані від східного та західного узбережжя Швеції. На території лену розташована велика кількість озер. 

## Адміністративний поділ
Адміністративно лен Крунуберг поділяється на 8 комун:
1. Комуна Альвеста (Alvesta kommun)
2. Комуна Векше (Växjö kommun)
3. Комуна Ельмгульт (Älmhults kommun)
4. Комуна Лессебу (Lessebo kommun)
5. Комуна Маркарид (Markaryds kommun)
6. Комуна Тінгсрид (Tingsryds kommun)
7. Комуна Уппвідінге (Uppvidinge kommun)
8. Комуна Юнгбю (Ljungby kommun)